# New Rimini Baseball Softball
Il New Rimini Baseball Softball è una società italiana di baseball con sede a Rimini.

## Storia
A seguito della mancata iscrizione al campionato da parte dello storico Rimini Baseball Club (vincitore di 13 scudetti), il baseball riminese si trovò nelle stagioni 2019 e 2020 senza alcuna squadra partecipante alla massima serie italiana.
Nel frattempo venne avviata una collaborazione tra cinque realtà locali (Junior Rimini, Torre Pedrera Falcons, Valmarecchia BSC, Nuova Delfini Riccione e Rimini 86), che il 13 gennaio 2021 portò alla firma dell'atto costitutivo di una nuova società.
Grazie alla promozione in Serie A2 ottenuta l'anno prima dallo Junior Rimini e dall'unificazione dei campionati di Serie A1 e Serie A2, il club debuttò in Serie A al suo primo anno di vita. Come colori sociali, anziché l'arancionero del Rimini Baseball, vennero adottati il bianco e il rosso, scelta motivata anche dal fatto di non voler mostrare presunzione verso il glorioso passato del vecchio club. Nel logo venne mantenuto il classico pirata in una versione rivisitata. Come primo allenatore venne scelto l'italoamericano Mike Romano, storica bandiera del Rimini Baseball, già vincitore di 7 scudetti da allenatore, uno da coach e tre da capo allenatore. La rosa venne composta da giovani del vivaio delle cinque società aderenti al progetto, tanto che l'età media del gruppo fu di 23 anni. A causa dei lavori di ristrutturazione in corso allo Stadio dei Pirati e in attesa dell'esito della battaglia legale tra l'ultima proprietà del Rimini Baseball Club (non iscritto ad alcun campionato) e il Comune di Rimini in merito alla gestione dell'impianto, il New Rimini iniziò il suo primo campionato di Serie A giocando le partite interne presso il Campo Andrea Neri di Riccione. La stagione terminò con il raggiungimento della salvezza, avendo concluso il girone di poule salvezza al quarto posto su sei squadre.
Il campionato di Serie A 2022, disputato allo Stadio dei Pirati per le partite interne, vide però il New Rimini chiudere all'ultimo posto il proprio girone di poule salvezza. Ciò portò la squadra a giocarsi la permanenza nella massima serie in una serie play-out contro i Dragons Castelfranco: la formazione riminese perse le prime due sfide in Veneto salvo poi pareggiare la serie tra le mura amiche, ma la sconfitta di misura nella decisiva gara 5 decretò ufficialmente la retrocessione in Serie B.
A fronte della retrocessione, nel 2023 la squadra ripartì dunque dalla serie cadetta sotto la guida del nuovo manager Gilberto Zucconi. La risalita in Serie A fu immediata dopo una regular season da 24 vittorie su 27 partite e il 3-0 nell'unica serie play-off contro i Lancers di Lastra a Signa.